# Greenwich (Connecticut)
Greenwich é uma cidade americana do estado de Connecticut, fundada em 1640. Foi batizada em honra de Greenwich, um borough real de Londres, no Reino Unido. Em 2005, a CNN Business e a revista Money classificaram-na em décimo segundo lugar na lista dos "100 Melhores Lugares para Viver nos Estados Unidos".